# Ndikiniméki
Ndikiniméki is een stad en gemeente in Kameroen. Het ligt in het departement Mbam-et-Inoubou in de bestuurlijke regio Centre.

## Geboren
- Ambroise Oyongo (1991), voetballer